# 茨城県道200号藤沢豊里線
茨城県道200号藤沢豊里線（いばらきけんどう200ごう ふじさわとよさとせん）は、茨城県土浦市藤沢からつくば市に至る一般県道である。

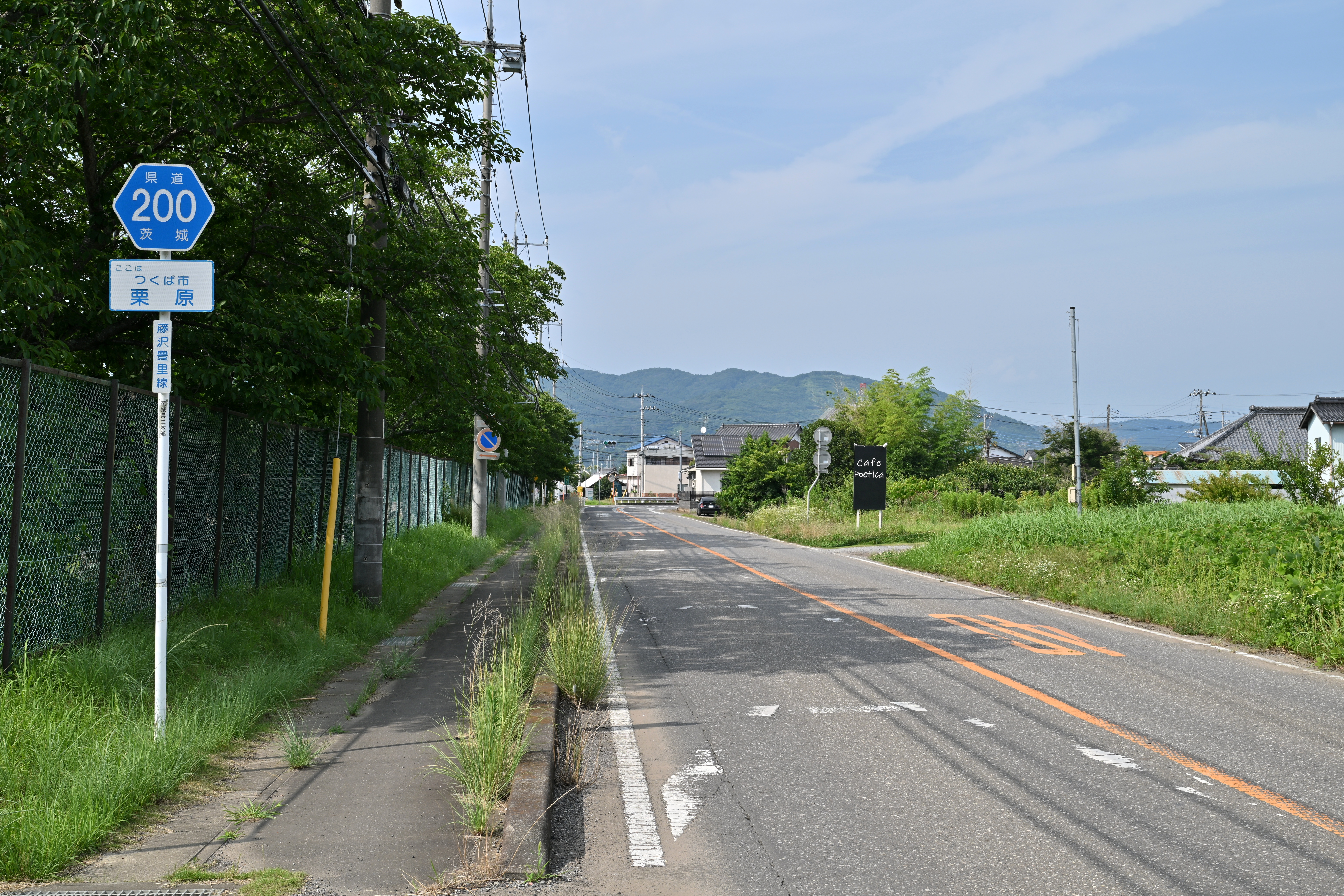
茨城県道200号藤沢豊里線
つくば市栗原（2025年6月）

## 概要
土浦市藤沢から筑波研究学園都市北部を横断し、つくば市今鹿島までを東西に結ぶ延長約11キロメートル (km) の県道路線である。起点・藤沢十字路 - つくば市下大島までの約2.3 km 区間は、国道125号現道と重複する。路線名の「豊里」は、1987年のつくば市成立以前の旧自治体のひとつである豊里町を由来とし、現在のつくば市豊里地区に終点がある。

### 路線データ
- 起点 土浦市藤沢字本町1303-1番地先（国道125号 藤沢十字路）[1][2]
- 終点 つくば市今鹿島（茨城県道45号つくば真岡線交点）
- 総延長：11.108 km[3]
- 重用延長：2.296 km[3]
- 未供用延長：なし[3]
- 実延長：8.812 km[3]
- 自動車交通不能区間延長[注釈 1]：なし[3]

## 歴史
1959年（昭和34年）10月14日、新たな県道として新治郡新治村大字藤沢を起点とし、筑波郡大穂町を経由して筑波郡豊里町を終点とする区間を本路線とする県道藤沢豊里線として茨城県が県道路線認定した。1995年（平成7年）に整理番号200となり現在に至る。

### 年表
- 1959年（昭和34年）10月14日
  - 現在の路線が県道藤沢豊里線（図面対照番号209）として路線認定される[4]。
  - 道路の区域は、新治郡新治村大字藤沢の二級国道佐原熊谷線[注釈 2]分岐から筑波郡豊里町大字遠東の県道大村石下線交点までと決定された[1]。
- 1965年（昭和40年）1月6日：新治郡新治村大字高岡の狭隘路（最小幅員3.5 m、延長555 m）を拡幅・線形改良[5]。
- 1968年（昭和43年）12月26日：新治郡新治村大字田土部 - 同村大字栗原の狭隘路（最小幅員3.0 m、延長1.294 km）を線形拡幅改良[6]。
- 1976年（昭和51年）11月29日：筑波研究学園都市の建設に伴い、筑波郡大穂町大字要 - 同郡豊里町大字沼崎の迂回路（2.959 km）を県道藤沢豊里線に指定[7]。
- 1977年（昭和52年）
  - 9月1日：筑波郡大穂町大字要 - 同郡豊里町大字遠東の迂回路供用に伴い、旧道（1.768 km）が指定解除され、大穂・豊里町道に降格[8]。
  - 12月26日：新治郡新治村大字藤沢（藤沢十字路） - 大字田土部（桜橋）のバイパス道路（3.164 km）の道路区域を指定[9]。
- 1980年（昭和55年）12月25日：筑波郡筑波町大字下大島（国道125号交点） - 新治郡新治村大字田土部（桜橋東詰）のバイパス（約0.9 km）が開通[10]。
- 1982年（昭和57年）3月23日：新治郡新治村大字藤沢（藤沢十字路） - 大字田土部（桜橋）の旧道（3.5 km）が指定解除され、新治村道へ降格[2]。
- 1995年（平成7年）3月30日：整理番号266から現在の番号（整理番号200）に変更される[11]。
- 2000年（平成12年）7月10日：つくば市（旧・豊里町）大字沼崎 - 大字今鹿島（主要地方道つくば真岡線・今鹿島交差点）のバイパスを新設する道路区域（2.48 km）が決定[12]。

## 路線状況
土浦市藤沢からつくば市下大島までは国道125号と重複している。また、つくば市内では一部が筑波大学筑波キャンパス内を通過している。沼崎小学校付近より西は中央線のない細い道で、それ以外は片側一車線である。つくば市沼崎以西は茨城県道45号つくば真岡線バイパスまで延伸するバイパス道路整備が計画されている。
道路法の規定に基づき、つくば市下大島（国道125号交差） - 同市天王台（台坪交差点）間は、緊急輸送道路として機能を維持するため、災害発生時の被害拡大防止を目的に道路用地内に電柱を建てることが制限されている。

### 重複区間
- 国道125号（土浦市藤沢 - つくば市下大島）

### 道路施設
- 桜橋（桜川、土浦市・つくば市境）
- 口ノ堀陸橋（学園西大通り、つくば市要 - 同市旭）

## 地理

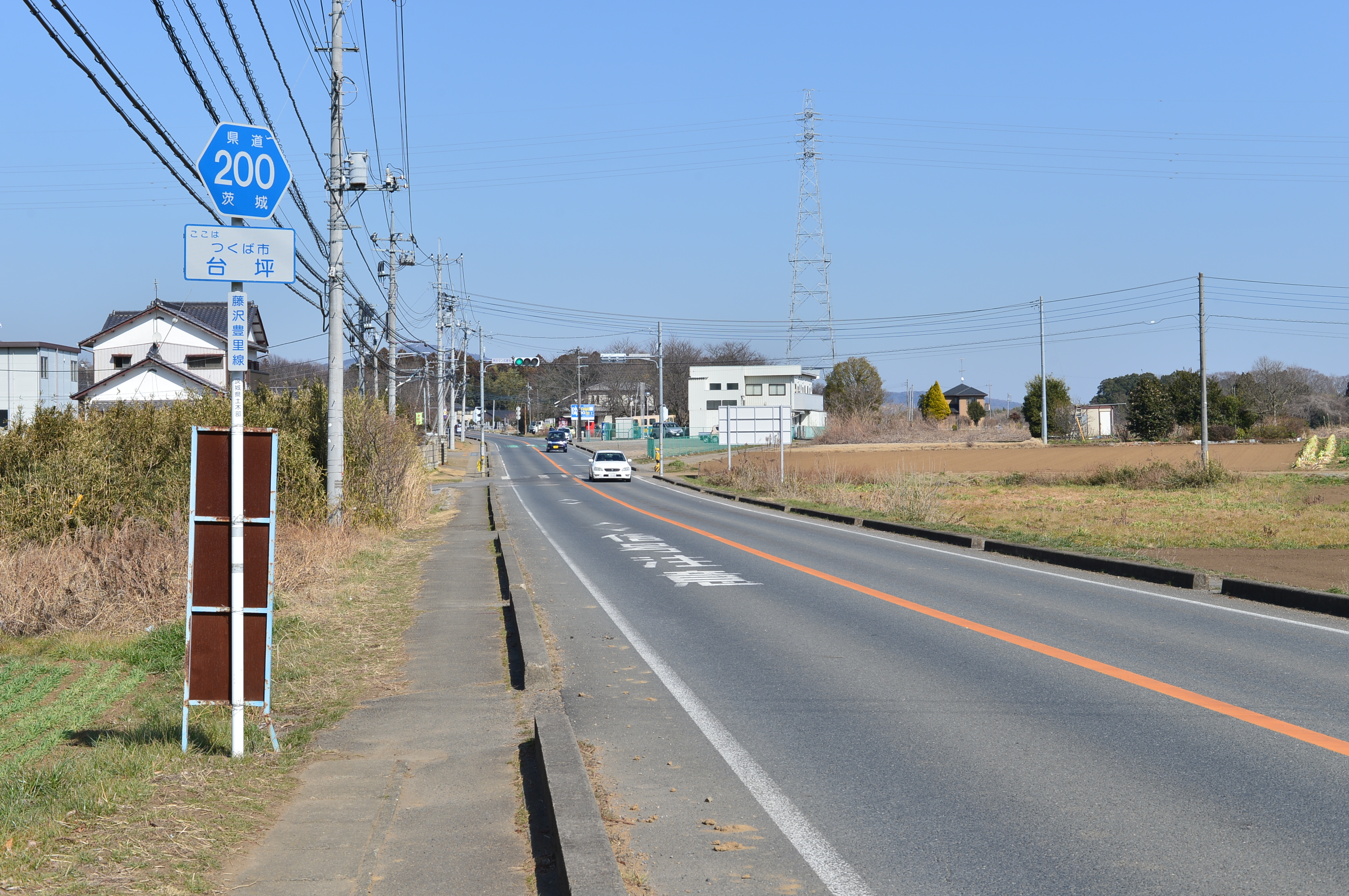
つくば市栗原字台坪（2016年2月）

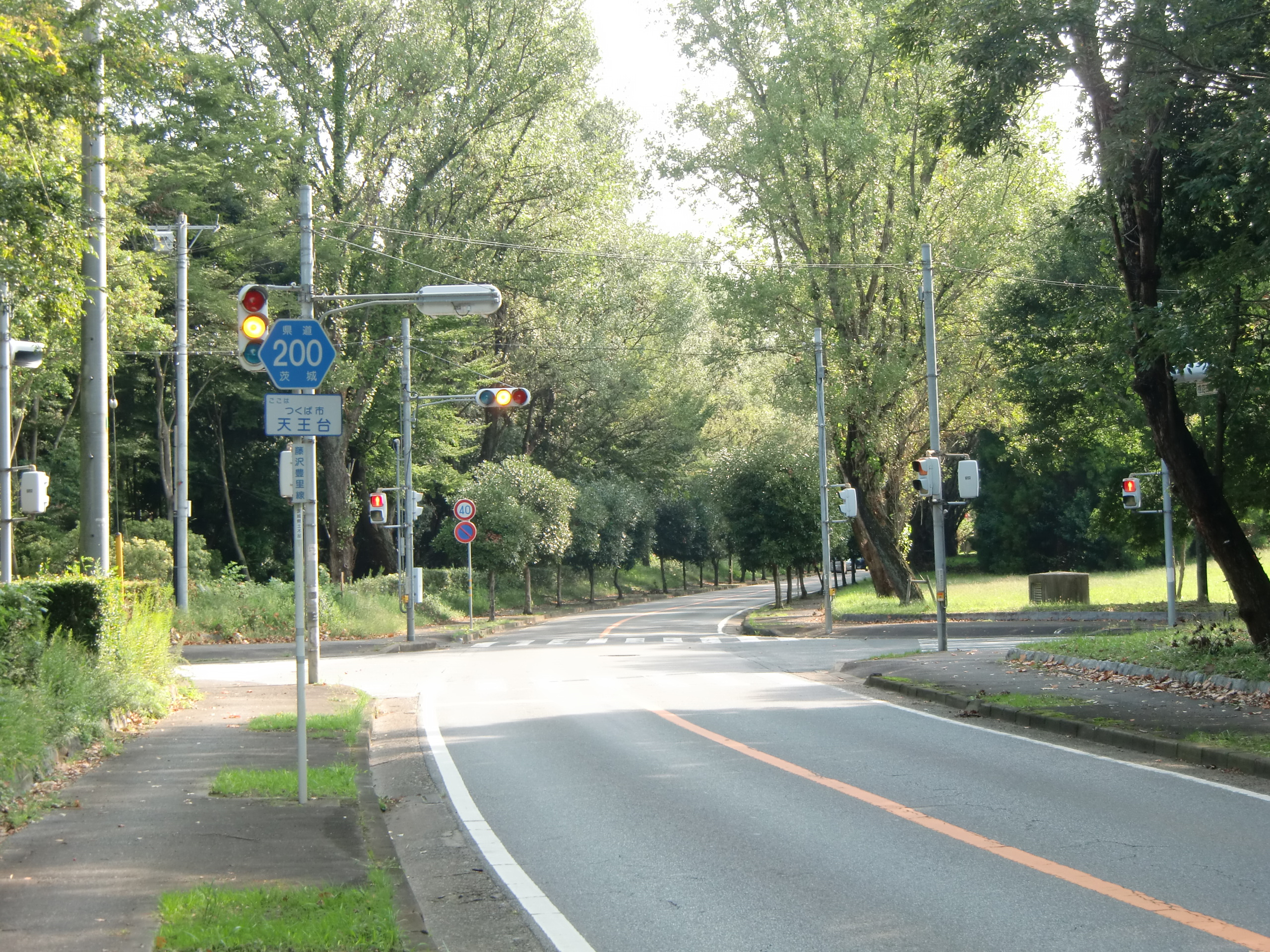
つくば市天王台の筑波大学筑波キャンパス内（2010年10月）

### 通過する自治体
- 茨城県
  - 土浦市 - つくば市

### 交差する道路
- 土浦市
  - 国道125号（土浦市藤沢・起点）
  - 茨城県道201号藤沢荒川沖線 現道（土浦市藤沢[注釈 3]）
  - 茨城県道201号藤沢荒川沖線 新道（つくば市下大島[注釈 3]）
- つくば市
  - 茨城県道128号土浦大曽根線（つくば市栗原 台坪交差点）
  - 学園東大通り / 茨城県道55号土浦つくば線（つくば市天王台 台坪入口交差点）
  - 学園西大通り / 国道408号（つくば市要 / 旭 口ノ堀陸橋下交差点）
  - 茨城県道45号つくば真岡線（つくば市沼崎・終点）

### 沿線
- つくば市立栗原小学校（つくば市栗原）
- 筑波大学（つくば市天王台）
- つくば市立沼崎小学校（つくば市沼崎）